# François Lenormant
François Lenormant (Párizs, 1837. január 17. – Párizs, 1883. december 10.) francia archeológus, Charles Lenormant fia.

## Pályája
1858-ban Olaszországba látogatott, majd 1859-ben elkísérte apját görögországi útjára, ahol Charles Lenormant megbetegedett és életét vesztette. 1867-ben kezdett el asszirológiával foglalkozni. Előbb az akadémia alkönyvtárnoka volt, majd 1874-ben a nemzeti könyvtárban az archeológia tanára lett.

## Fontosabb művei
- Manuel d'histoire ancienne de l'Orient jusqu'aux guerres médiques (1881–1888)
- Les origines de l'histoire d'après la Bible et les traditions des peuples orientaux (1880–1884)
- La grande Grèce (1881-84)

### Magyarul
- Káldeus mágia eredete és fejlődése; Angyali Menedék, Budapest, 2022

## Fordítás
- Ez a szócikk részben vagy egészben  a   François Lenormant című angol Wikipédia-szócikk fordításán alapul.  Az eredeti cikk szerkesztőit annak laptörténete sorolja fel. Ez a jelzés csupán a megfogalmazás eredetét és a szerzői jogokat jelzi, nem szolgál a cikkben szereplő információk forrásmegjelöléseként.